# Axel Rombaldoni
Axel Rombaldoni (* 23. März 1992 in Pesaro) ist ein italienischer Schachspieler.
Die italienische Einzelmeisterschaft konnte er 2014 in Boscotrecase gewinnen. Er spielte für Italien bei der Schacholympiade 2016. Außerdem nahm er für Italien an drei europäischen Mannschaftsmeisterschaften (2011 bis 2015) teil.
Sein Bruder älterer Denis (* 1989) ist auch ein Schachspieler und trägt seit 2008 den Titel Internationaler Meister (IM).
| Die zur Anzeige dieser Grafik verwendete Erweiterung wurde dauerhaft deaktiviert. Wir arbeiten aktuell daran, diese und weitere betroffene Grafiken auf ein neues Format umzustellen. (Mehr dazu) |